# Mazurka Dombrowskega
Mazurka Dombrowskega (poljsko Mazurek Dąbrowskiego) je poljska domoljubna pesem, od leta 1927 uradna državna himna republike Poljske.

## Zgodovina
Besedilo mazurke Dombrowskega (s prvotnim imenom Pesem poljskih legij v Italiji, poljsko Pieśń Legionów Polskich we Włoszech) je julija 1797 v italijanskem mestecu Reggio Emilia napisal poljski pisec in politik Józef Wybicki; avtor melodije, ki se opira na ljudsko mazurko, je neznan. Od samega začetka so jo navdušeno sprejele legije generala Dombrowskega, pozneje pa so jo prepevali tudi med novembrsko (1830) in januarsko vstajo (1863). Priljubljena je bila med Poljaki med veliko migracijo, v času revolucije 1905, ter med prvo in drugo svetovno vojno. Prevedena je v 17 jezikov, med drugim v nemščino, angleščino, francoščino, ruščino, italijanščino, hrvaščino, makedonščino, srbščino, slovaščino in samogitijščino.
V Pomladi narodov leta 1848 so mazurko Dombrowskega prepevali na ulicah Dunaja, Berlina in Prage. Bila je tudi vzor pesmi, ki jo je napisal Samuel Tomašik na domala identično melodijo, ki je postala vseslovanska himna, po 2. svetovni vojni pa sprejeta tudi kot državna himna SFRJ.

## Besedilo
Izvirno besedilo, katerega avtor je Wybicki, je pesem, sestavljena iz šestih štirvrstičnic in refrena, ki se ponovi po vseh kiticah, razen zadnjega, in sledi shemi rim ABAB. Uradno besedilo, ki temelji na različici iz leta 1806, »Poljska še ni umrla«, kaže na bolj nasilen vzrok morebitne smrti naroda. Izvirni rokopis Wybickega je bil do februarja 1944 v lasti njegovih potomcev, nato pa je bil izgubljen na domu Wybickijevega pravnuka Johanna von Roznowskega v Charlottenburgu med zavezniškim bombardiranjem Berlina. Rokopis je danes znan le iz faksimilnih izvodov, od katerih jih je leta 1886 štiriindvajset izdelal Edward Rożnowski, vnuk Wybickega, in jih podaril poljskim knjižnicam.
Glavna tema pesmi je ideja, ki je bila v času zgodnjih nacionalizmov, temelječih na centraliziranih nacionalnih državah, nova, in sicer da pomanjkanje politične suverenosti ne izključuje obstoja naroda. Kot je Adam Mickiewicz leta 1842 pojasnil študentom slovanske književnosti v Parizu, se »slavna pesem poljskih legij začne z vrsticami, ki izražajo novo zgodovino: Poljska še ni propadla, dokler živimo. Te besede pomenijo, da lahko ljudje, ki imajo v sebi to, kar je bistvo naroda, podaljšajo obstoj svoje države ne glede na njene politične okoliščine in si lahko celo prizadevajo za njeno ponovno uresničitev ...« Pesem vsebuje tudi poziv k orožju in izraža upanje, da se bodo legionarji pod poveljstvom generala Dombrowskega ponovno pridružili svojemu narodu in si z oboroženim bojem povrnili to, kar je tuja sila zavzela.
Stefan Czarniecki je bil hetman iz 17. stoletja, znan po svoji vlogi pri izgonu švedske vojske iz Poljske po okupaciji, ki je pustila državo v ruševinah in se je Poljaki spominjajo kot potopa. Po izbruhu dansko-švedske vojne je nadaljeval boj proti Švedski na Danskem, od koder se je »vrnil čez morje«, da bi se skupaj s kraljem, ki je bil takrat na kraljevem gradu v Poznanju, boril proti napadalcem. Na istem gradu je Józef Wybicki začel svojo odvetniško kariero (leta 1765).
Kościuszko, omenjen v verzih, ki jih v himni zdaj ni, je postal junak ameriške revolucionarne vojne, nato pa se je vrnil na Poljsko in branil svojo domovino pred Rusijo v poljsko-ruski vojni leta 1792 in leta 1794 vodil narodno vstajo. Ena njegovih večjih zmag med vstajo je bila bitka pri Racławicah, ki so jo delno dobili poljski kmetje, oboroženi s kosami. V pesmi so poleg kos omenjene tudi druge vrste orožja, ki jih je tradicionalno uporabljalo poljsko plemstvo (szlachta): sablja in meč.
Barbka (v poljščini Basia; pomanjševalnica imena Barbara) in njen oče sta izmišljena lika. Predstavljata ženske in starejše moške, ki so čakali, da se poljski vojaki vrnejo domov in osvobodijo domovino. Pot, po kateri so se Dombrowski in njegove legije nadejali vrniti iz Italije, je nakazana z besedami »prečkali bomo Vislo, prečkali bomo Varto«, dve veliki reki, ki tečeta skozi dele Poljske, ki so bili takrat v rokah Avstrije in Prusije.
| Sodobno uradno poljsko besedilo                                                                                 | Transkripcija IPA | Slovenski prevod | Wybickovo besedilo (izvorno črkovanje)                                                                       | Slovenski prevod |
| --- | --- | --- | --- | --- |
| I Jeszcze Polska nie zginęła, Kiedy my żyjemy. Co nam obca przemoc wzięła, Szablą odbierzemy.                   | 1 [ˈjɛʂ.t͡ʂɛ ˈpɔl.ska ɲɛ zɡʲi.ˈnɛ.wa] [ˈkʲjɛ.dɨ mɨ ʐɨ.ˈjɛ.mɨ] [t͡sɔ nam ˈɔp.t͡sa ˈpʂɛ.mɔd͡z‿ˈvʑɛ.wa] [ˈʂab.lɔ̃ ˈɔd.bʲjɛ.ʐɛ.mɨ]                   | I Poljska še ni propadla, dokler živimo. Kar nam tuja sila iztrga, s sabljo pridobimo nazaj.                         | I Jeszcze Polska nie umarła, Kiedy my żyjemy Co nam obca moc wydarła, Szablą odbijemy.                       | I Poljska še ni umrla, dokler živimo. Kar nam tuja sila vzame, s sabljo vzamemo nazaj.                               |
| Refren: —𝄆 Marsz, marsz, Dąbrowski, —Z ziemi włoskiej do Polski. —Za twoim przewodem —Złączym się z narodem. 𝄇  | [ˈrɛf.rɛn] —[marʂ marʐ‿dɔm.ˈbrɔf.skʲi] —[z‿ˈʑɛ.mʲi ˈvwɔs.kʲjɛj dɔ ˈpɔl.skʲi] —[za ˈtfɔ.im pʂɛ.ˈvɔ.dɛm] —[ˈzwɔn.t͡ʂɨm ɕɛ z‿na.ˈrɔ.dɛm]        | Refren: —𝄆 Korakaj, korakaj, Dombrowski, —od laške dežele do Poljske. —Pod tvojim vodstvom —se združimo z narodom. 𝄇 | Refren: —𝄆 Marsz, marsz, Dąbrowski —Do Polski z ziemi włoski —Za twoim przewodem —Złączym się z narodem. 𝄇   | Refren: —𝄆 Korakaj, korakaj, Dombrowski, —do Poljske od laške dežele. —Pod tvojim vodstvom —se združimo z narodom. 𝄇 |
| II Przejdziem Wisłę, przejdziem Wartę, Będziem Polakami. Dał nam przykład Bonaparte, Jak zwyciężać mamy. Refren | 2 [ˈpʂɛj.d͡ʑɛm ˈvis.wɛ ˈpʂɛj.d͡ʑɛm ˈvar.tɛ] [ˈbɛɲ.d͡ʑɛm pɔ.la.ˈka.mi] [daw nam ˈpʂɨ.kwad‿bɔ.na.ˈpar.tɛ] [jag‿zvɨ.ˈt͡ɕɛw̃.ʐat͡ɕ ˈma.mɨ] [ˈrɛf.rɛn] | II Prečkali bomo Vislo, prečkali bomo Varto in bomo Poljaki. Bonaparte nam je dal zgled, kako moramo zmagati. Refren | II Przejdziem Wisłę, przejdziem Wartę Będziem Polakami Dał nam przykład Bonaparte Jak zwyciężać mamy. Refren | II Prečkali bomo Vislo, prečkali bomo Varto in bomo Poljaki. Napoleon nam je dal zgled, kako moramo zmagati. Refren  |
| III Jak Czarniecki do Poznania Po szwedzkim zaborze, Dla ojczyzny ratowania Wrócim się przez morze. Refren      | 3 [jak t͡ʂar.ˈɲɛt͡s.ki dɔ pɔ.ˈzna.ɲa] [pɔ ˈʂfɛt͡s.kim za.ˈbɔ.ʐɛ] [dla ɔj.ˈt͡ʂɨz.nɨ ra.tɔ.ˈva.ɲa] [ˈvru.t͡ɕim ɕɛ pʂɛz‿ˈmɔ.ʐɛ] [ˈrɛf.rɛn]          | III Kakor Czarniecki v Poznanj po švedski zasedbi, da rešimo očetnjavo, vrnemo se čez morje. Refren                  | III Jak Czarniecki do Poznania Wracał się przez morze Dla ojczyzny ratowania Po szwedzkim rozbiorze. Refren  | III Kakor Czarniecki v Poznanj se čez morje je vrnil, da reši očetnjavo po švedskem razkosanju. Refren               |
| | | | IV Niemiec, Moskal nie osiędzie, Gdy jąwszy pałasza, Hasłem wszystkich zgoda będzie I ojczyzna nasza Refren  | IV Ne Nemec ne Moskovit se ne bo obdržal ko bo, z mečem v roki, geslo vseh sloga in naša domovina. Refren            |
| IV Już tam ojciec do swej Basi Mówi zapłakany – Słuchaj jeno, pono nasi Biją w tarabany. Refren                 | 4 [juʂ tam ˈɔj.t͡ɕɛd͡z‿dɔ sfɛj ˈba.ɕi] [ˈmu.vi za.pwaˈka.nɨ] [ˈswu.xaj ˈjɛ.nɔ ˈpɔ.nɔ ˈna.ɕi] [ˈbi.jɔw̃ f‿ta.ra.ˈba.nɨ] [ˈrɛf.rɛn]              | IV Že oče svoji Barbki pravi in se joče: »Le poslušaj, baje naši igrajo na vojaške bobne«. Refren                    | V Już tam ojciec do swej Basi Mówi zapłakany Słuchaj jeno, pono nasi Biją w tarabany. Refren                 | V Že oče svoji Barbki pravi in se joče: »Le poslušaj, baje naši igrajo na vojaške bobne.« Refren                     |
| | | | VI Na to wszystkich jedne głosy Dosyć tej niewoli Mamy racławickie kosy Kościuszkę Bóg pozwoli. Refren       | VI Nato vsi vzkliknejo z enim glasom: »Dovolj te sužnosti!«. Imamo kose iz Racławic, Kościuszka, če Bog da. Refren   |